# Sofia de Inglaterra
Sofia de Inglaterra (em inglês:  Sophia Stuart; Palácio de Greenwich, 22 de junho de 1606 — Palácio de Greenwich, 23 de junho de 1606) foi uma princesa de Inglaterra como quarta filha e sétima criança de Jaime VI da Escócia e I de Inglaterra e de Ana da Dinamarca.
Ela nasceu no dia 22 de junho de 1606, e morreu no dia seguinte, no Palácio de Greenwich. Ela provavelmente recebeu o nome de Sofia em homenagem a sua avó materna, Sofia de Mecklemburgo-Güstrow, rainha consorte da Dinamarca e Noruega.
Foi enterrada na Capela Mariana de Henrique VII, na Abadia de Westminster, em monumento do escultor Maximilian Colt, no formato de um berço.